# The Freddie Mercury Album
The Freddie Mercury Album – kolekcja solowych nagrań wokalisty zespołu Queen, Freddiego Mercury’ego, wydana w 1992 roku. Zawiera remiksy nagrań artysty z pierwszego solowego albumu, Mr. Bad Guy, wydanego w 1985 roku oraz nagrania z singli wydanych w latach 1984–1987. 

## Lista utworów
1. „The Great Pretender” – 3:28
2. „Foolin’ Around” – 3:36
3. „Time” – 3:50
4. „Your Kind Of Lover” – 4:00
5. „Exercises In Free Love” – 3:58
6. „In My Defence” – 3:53
7. „Mr. Bad Guy” – 3:56
8. „Let’s Turn It On” – 3:46
9. „Living on My Own” – 3:39
10. „Love Kills” – 4:30
11. „Barcelona” (duet z Montserrat Caballé) – 5:38